# 用户生成内容
用户生成内容（英語：User-generated content）指网站或其他开放性媒介的内容由其用户贡献生成。约2005年左右开始，互联网上的许多站点开始广泛使用用户生成内容的方式提供服务，许多图片、视频、博客、播客、论坛、评论、社交、Wiki、问答、新闻、研究类的网站都會使用这种方式。

## 概念
用户生成内容是Web 2.0概念的组成部分之一，部分用户生成内容站点也会使用或提供网站的开源、自由软件程序或相关API支持，以促进用户的协作、技术支持和对网站的发展；有的用户生成内容网站仅少部分内容可由用户生成，比如销售类网站，商品不可由用户编辑，但用户可以对商品提供自己的评论。
营利性的用户生成内容网站靠用户提供的内容营利，用户可能免费（或是只收取很少的费用）地上传自己的内容，内容贡献给网站的数据库，之后由网站收集整理大量相關数据，并构建成网页提供给访者浏览，通过页面广告、赞助、会员费或其他各种方式进行营利。

## 法律責任
不管是否营利，网站对用户所提供的数据的保存和发表都负有一定的责任。通常用户生成内容网站的管理员也会查看全部或部分的用户生成内容是否违反了当地法律与网站的规定，这一般包括审核用户提供的内容是否侵犯著作权，或有否包含有冒犯性的内容等等，在有些国家也包括有关政治的审查。另外，用户生成内容的著作权也较复杂。许多这类网站，都对其用户生成内容设有一定的授权著作权和使用的条款，还有些网站可让用户选择自由或半自由的许可协议（如：Creative Commons）进行授权。

## 相關定義
与“用户生成内容”相对的是“专业制作内容”（Professionally Produced Content）。此外，电子游戏玩家以原版游戏为基础修改出的遊戲模組（Mod），也是一种用户生成内容。